# シルヴィア・レビノフ
シルヴィア・レビノフ（Sylvia Rabinof, 1913年10月10日 - 2001年1月20日）は、アメリカ合衆国のピアノ奏者。
ニューヨークにシルヴィア・スミス(Sylvia Smith)として生まれる。ザ・サード・ストリート・ミュージック・スクール・セトルメントでピアノを学んだ後、イグナツィ・パデレフスキ、シモン・バレルやルドルフ・ゼルキン等の薫陶を受けた。1937年にパリで演奏家デビューを果たし、翌年にニューヨーク・タウン・ホールで凱旋公演を行った。1943年にベンノ・レビノフと結婚後はデュオで演奏活動に従事し、1954年にはボフスラフ・マルティヌーのヴァイオリンとピアノとオーケストラのための協奏曲を初演している。レビノフの死後も演奏活動を続けた。
フロリダにて死去。

## 註
1. ↑  Patricia Smith 'Benno and Sylvia Rabinov' Pearl, GEM 0205.

| スタブアイコン | サブスタブ | この項目は、まだ閲覧者の調べものの参照としては役立たない、人物に関連した書きかけの項目です。この項目を加筆・訂正などしてくださる協力者を求めています（P:人物伝/PJ:人物伝）。 |